# Urazbajewa
Urazbajewa (ros. Уразбаева) – wieś (dieriewnia) w Rosji, w obwodzie czelabińskim, w rejonie argajaskim. W 2010 liczyła 258 mieszkańców, głównie Baszkirów.